# Ruine Schneeburg (Ebringen)
Die Schneeburg ist die Ruine einer Gipfelburg auf dem 516 m ü. NN hohen westlichen Nebengipfel des Schönbergs auf der Gemarkung von Ebringen im Landkreis Breisgau-Hochschwarzwald in Baden-Württemberg. Sie liegt zwischen Uffhausen im heutigen Freiburger Stadtteil Sankt Georgen und Ebringen.

## Geschichte
Als Erbauer und Namensgeber der Burg waren in der älteren Literatur aufgrund der alten Bezeichnung „Schnewesberg“ die Schnewlin vermutet worden. Die Schnewlin, die um 1300 mehrere Burgen erwarben, haben aber niemals selbst eine erbaut. Auch die Konstruktion einer Verbindung über den Begriff „Schnee“ ist unzulässig.
Die Burg wird 1312 erstmals erwähnt, und zwar in der Hand eines Friedrich von Hornberg. Es existieren keine Nachrichten darüber, wie die Hornberger in den Besitz gekommen waren und ob sie möglicherweise sogar die unbekannten Erbauer waren. Einen Anhaltspunkt dafür, dass sie vor den Hornbergern den Schnewlin gehört haben könnten, gibt es nicht. 1302 wurde die Wilde Schneeburg bei Oberried als „nuwe [neue] unde wilde Snevspurg“ bezeichnet, woraus gefolgert wird, die „alte“ Schneeburg auf dem Schönberg müsse damals bereits existiert haben. Bei der Oberrieder Schneeburg gibt es aber Hinweise auf eine zweite Burg, sodass sich die Formulierung nicht auf die auf dem Schönberg beziehen muss. Es ist deshalb nicht auszuschließen, dass diese „sogar erst im frühen 14. Jahrhundert errichtet wurde. Sie wäre damit eine der am spätesten gegründeten Burgen im Breisgau“.
Am 9. November 1349 übereignete Werner von Hornberg, der Sohn oder Neffe Friedrichs,  die als sein Eigentum bezeichnete Burg an das Kloster Sankt Gallen. Als Gegenleistung erhielt er sie als Lehen wieder zurückübertragen, entsprechend aber auch die Ortsherrschaft über Ebringen, Berg- und Talhausen, womit die Burg zum Mittelpunkt einer kleinen Lehensherrschaft Ebringen wurde. Werners Schwester war mit Johann Schnewlin von Wiger verheiratet, verzichtete aber zusammen mit ihren Söhnen am 7. Juni 1387 gegen Zahlung von 200 Gulden auf alle von ihr herrührenden Ansprüche auf die Schneeburg und die Herrschaft Ebringen.
Als Konrad von Hornberg 1426 seinen erblichen Anspruch auf die Schneeburg und Ebringen verfolgte, machte Konrad Dietrich von Ratsamhausen aus deren Verpfändung eine Forderung von 1200 Gulden geltend. Da Konrad die Zahlung nicht leisten konnte, packte er „den Stier bei den Hörnern“ und heiratete die Nichte des Konrad Dietrich, der er durch Vertrag vom 24. März 1428 als Sicherheit für den Witwenstand 2500 Gulden überschrieb, gesichert durch „Sneburg die Vesten“ und Ebringen. Damit war die Position der Hornberger gesichert, wenn auch immer wieder konkurrierende Ansprüche innerhalb der Familie zu Streitigkeiten führten.
Ab 1433 begannen die Hornberger, Grundstücke in Ebringen zu erwerben, um in der Folge die Herrschaft von der Schneeburg in das Dorf zu verlegen. Das erste Ebringer Schloss war schon vor 1500 auf dem Areal des heutigen errichtet worden. Die Burg wurde verlassen und dem Verfall preisgegeben. Die in der älteren Literatur wiederholt geäußerte Annahme, sie sei 1525 in den Schlachten des Bauernkrieges zerstört worden, ist unbelegt und kaum wahrscheinlich. Schon 1574 ist von dem alten und abgegangenen Schloss Schneeburg die Rede.

## Beschreibung
Die rechteckige Burg liegt auf einer Kuppe des Schönbergs auf 550 Meter über NN in Nord-Süd-Richtung. Sie ist etwa 38 Meter lang und 16 Meter breit und von einem breiten Burggraben umgeben, der auf der steilen Ostseite fehlt und auf der Nordseite am tiefsten aus dem Gestein gehauen ist. Der Aushub des Grabens dient teilweise als Vorwall. Der Graben, die Bauweise, die Struktur des Mauerwerks, der fehlende Bergfried (allenfalls könnte die nördliche Schmalseite in der Art einer Schildmauer erhöht gewesen sein), die am nördlichen Fenster der Westseite wiedereingebauten Reste von Fenstergewänden aus Buntsandstein und das bei zehn Begehungen durch Heiko Wagner 2000 bis 2005 aufgefundene Material verweisen auf das Ende des 13. Jahrhunderts und die Zeit um 1300.
Der Baubestand ist 1905 gesichert und teilweise rekonstruiert worden. Die Nordwestecke ist mit einer Höhe von etwa 13,50 Metern am besten erhalten. Auf das rund 4 Meter hohe fensterlose Erdgeschoss (Pferdestall oder Lagerraum) ist über zwei Geschosse ein Wohngebäude mit noch je einem Fenster aufgemauert. Sofern nicht bei der Sanierung 1905 erstellt, könnte es sich bei einem darüber befindlichen Mauerrest um die Wand des Dachgeschosses handeln. Der Nordteil wird als Hauptbau angesehen, in dem sich der Wohnsitz des Besitzers und ein Saal befanden. Über die Dachformen der Burg lassen sich keine Aussagen machen.
Den größten Bereich der Burg nimmt der wohl nicht überdachte Hof im mittleren Teil ein. Dort ist an Stelle des alten Brunnens eine neu aufgemauerte Steineinfassung zu sehen, die bisweilen als Feuerstelle verwendet wurde. Die Ringmauer des Hofes ist mittlerweile verschwunden. Heiko Wagner vermutet den Zugang in die Burg, ähnlich dem heutigen Weg, in ihrem mittleren bis nördlichen Teil auf der Ostseite.
In das im Süden befindliche, zweigeteilte Gebäude sind in die Fensteröffnungen neue Sandsteingesimse eingebaut worden, die dem entsprechen, was in Bruchstücken im alten Brunnenschacht gefunden wurde. Es könnte der Lagerhaltung, als Wohnraum für Bedienstete und als Küchenbau gedient haben.
In den 1930er Jahren existierten hölzerne Aussichtsterrassen sowie Aufgänge dorthin an einem Teil der Mauern.#
Im Sommer 2021 wurde das Landesamt für Denkmalpflege informiert, dass ein großer Stein aus der nördlichen Grundmauer abzubrechen drohe, was den Erhalt der gesamten Mauer beeinträchtigen könnte. Im Mai 2023 wurden zwei große Betonblöcke mit vertikalen und horizontalen Pflöcken und Ankern im Gestein am Fuße des Turms verankert. Der Fels, auf den sich der Turm stützt, ist nun wieder stabil.